# Alex Chola
Alexander Chola (Lubumbashi, 6 de junho de 1956 - Litoral do Gabão, 27 de abril de 1993) foi um futebolista e treinador de futebol zambiano, nascido na atual República Democrática do Congo.

## Carreira
Revelado pelo Solbena FC, Chola é considerado um dos mais famosos jogadores de futebol da história zambiana, tendo conquistado, ao todo, 7 troféus em sua carreira em clubes (um pelo Mufulira Blackpool e 6 pelo Power Dynamos). Pela Seleção nacional, fez parte do elenco que disputou as Olimpíadas de Moscou, em 1980. Em uma década pelos Chipolopolo, o atacante jogou 102 partidas (é o sétimo jogador que mais atuou) e fez 43 (segundo maior artilheiro, abaixo apenas de Godfrey Chitalu.
Depois de sua aposentadoria em 1985, aos 29 anos, permaneceu no Power Dynamos, desta vez como treinador da equipe. Em duas passagens, foi campeão da Zambian Challenge Cup em 1990 e da Recopa Africana no ano seguinte.

## Morte
Chola, que vinha trabalhando como auxiliar de Chitalu na Seleção Zambiana, morreu tragicamente no dia 27 de abril de 1993, quando o avião De Havilland Canada DHC-5D Buffalo que transportava a delegação caiu no litoral do Gabão, matando os 25 passageiros que estavam na aeronave (18 jogadores, a comissão técnica e a tripulação, além do presidente da Força Aérea zambiana, um jornalista e um servidor público).

## Títulos
- Campeonato Zambiano: 1984
- Independence Cup: 1976, 1980 e 1982
- Champions Cup: 1980, 1981, 1984

### Individuais
- Futebolista do ano na Zâmbia: 1976
- Treinador do ano na Zâmbia: 1992